# Ermita de Nuestra Señora de la Jara
La ermita de Nuestra Señora de la Jara (Cistus. En Ibahernando y Huesca) se sitúa junto al camino rural de Santa Ana, a tres kilómetros en línea recta al Suroeste de esta localidad extremeña y unos quinientos metros de «la laguna» donde —según la tradición local— se produjo la aparición mariana. Pertenece a la Diócesis de Plasencia.
Sus coordenadas son 39°18′41″N 5°57′10″O / 39.31139, -5.95278.

## Del templo pagano a la ermita cristiana

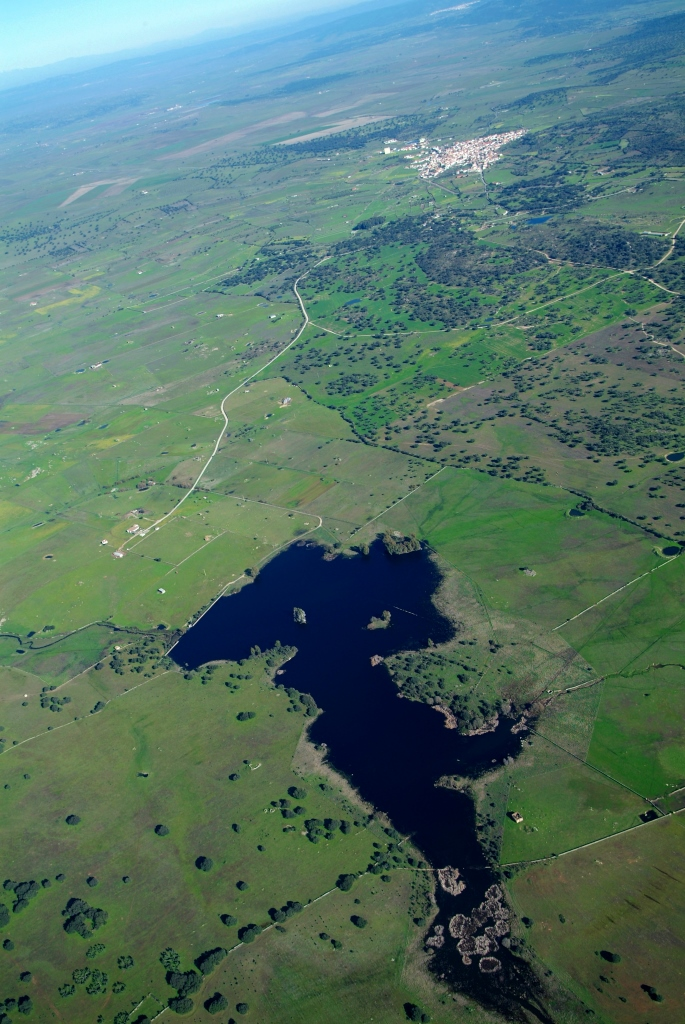
Vista aérea de Ibahernando. En primer término, el área de Santa María.

Muy posiblemente, existiese cerca un templo de advocación femenina correspondiente a alguna deidad romana, a la vista de la gran cantidad de restos arqueológicos y, sobre todo, epigráficos descubiertos en las inmediaciones, como la estela funeraria de granito (75 x 48 x ? cm) con cabecera semicircular decorada con creciente lunar que se halla en el centro de la última grada de acceso al presbiterio:
CAICILIA
ARANT
A MVN
TANI F(ILIA)
HIC E(ST) S(IT) T(IBI) T(ERRA) L(EVIS)
AN(NORVM) XX
«Cecilia Aranta, hija de Montano, de 20 años, aquí yace. Séate la tierra leve».
En el Interrogatorio de la Real Audiencia de Extremadura de febrero de 1791, se refiere:

Que en el término de este pueblo no hay ermita alguna, pero sí cerca en el de Trujillo, llamada Santa María de la Jara […]

En octubre de 1948, el obispo de Plasencia Juan Pedro Zarranz y Pueyo certifica «que la parroquia de San Juan Bautista de Ibahernando, en esta nuestra diócesis, usa pacíficamente y dispone como legítima propietaria desde tiempo inmemorial de una ermita titulada de Nuestra Señora de la Jara, con su huerto, ejido y casa habitación del ermitaño. Que la ermita, con sus anejos expresados, está enclavada en la dehesa de Santa María, a la derecha del camino de Ibahernando a Santa Ana, comprendiendo, fuera de la ermita, casa, huerto y ejido. Que la rodea una extensión de ocho mil sesenta y siete metros cuadrados; descontando setecientos noventa y siete metros cuadrados del camino que tiene cinco metros de ancho por ciento cincuenta y nueve de largo, quedan siete mil doscientos setenta y dos metros cuadrados. La total finca limita por los cuatro puntos con la citada dehesa de Santa María, en la que, como queda dicho, está enclavada».

## Arquitectura y patrimonio
La primitiva fábrica dataría del siglo XVI, con posteriores obras de remodelación ya en los siglos XVIII y XIX.
Sus muros están construidos de mampostería. El interior del edificio se sustenta sobre pilares adosados de sillería. Los arcos son apuntados y de medio punto, también de sillería. En cuanto a la comunicación con el exterior, esta se realiza a través de una cúpula apoyada sobre pechinas de cemento, ladrillo, madera y una ventana apuntada en la cabecera. El edificio presenta una portada de medio punto con impostas, entre pilastras abalaustradas, jarrón de azucenas en clave, cornisa y remates laterales. Pórtico con entrada lateral al Sur de medio punto con cruz de cantería de remate, cerrado al Norte y dos arcos de medio punto frente a la puerta. La cúpula, al exterior, con tejado a cuatro aguas y cruz de cantería de remate y dependencias adosadas al lado sur.

## Contenido artístico

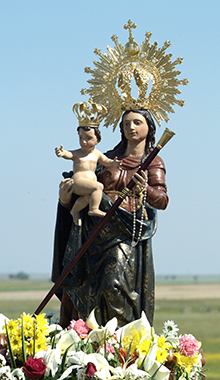
Imagen de la Virgen de la Jara.

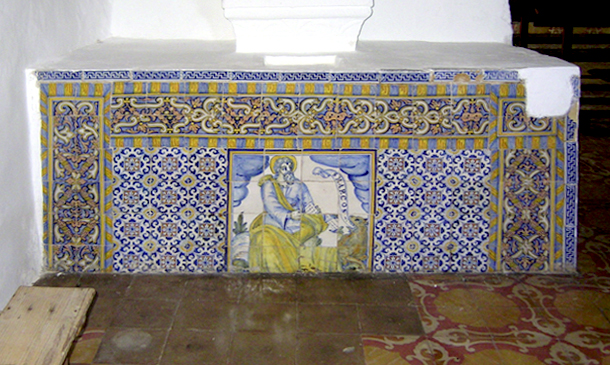
Frontal de San Marcos.

La imagen manierista de la Virgen con el Niño, de correcta factura popular (83 x 37 x ? cm), va ataviada con una túnica talar roja recogida con un cíngulo y, sobre ella, un bello manto azul que pliega sobre el brazo. Para contrarrestar el desequilibrio provocado por hallarse el manto y el Niño sobre el brazo derecho (algo poco habitual), la Virgen realiza un contrapposto un tanto forzado, girando el torso hacia la izquierda y alzando la mano de ese lado en actitud bendicente, sin que exista comunicación entre ambos.
De autor desconocido, responde a la iconografía mariana del siglo XVI, relacionable con algunas otras como la de Nuestra Señora del Retamal de Cardiel de los Montes, la Virgen del Socorro de Orgaz (ambas en la provincia de Toledo) o la de la Calle de Micieces de Ojeda, en Palencia.
Tras varias intervenciones anteriores, lo que había eliminado gran parte de la policromía original, fue restaurada en 2009.
Se hallan también en su interior dos frontales de azulejería talaverana del siglo XVIII, con representaciones ande San Bartolomé (del lado de la Epístola) y San Marcos (del Evangelio).
Completa el sencillo conjunto devocional un pequeño retablo compuesto de zócalo, un solo cuerpo de tres calles y ático en forma de frontón triangular; donde se enmarca una hornacina central con la imagen de la titular, flanqueada por columnas de orden jónico y sendas representaciones pictóricas de San Joaquín y Santa Ana; de reciente factura. Todo él descansa sobre un tercer frontal de azulejos similar a los dos anteriores, decorado esta vez con motivos geométricos y vegetales.

## Romería de Nuestra Señora de la Jara
O más frecuentemente «la Jara», cuyo evento central sería la visita al santuario el último sábado de abril o primero de mayo (según en qué caiga el día 1), para facilitar así la presencia en la romería de aquellos viveños que viven fuera de Ibahernando.
Cabe destacar al respecto que esta llegó a celebrarse en distintas épocas el día de la Anunciación (25 de marzo), lunes de Pascua o San Marcos (25 de abril), siendo trasladada al miércoles de Ceniza al menos desde principios del siglo XX hasta mediados de los años 60:

Está agregada a esta parroquia una ermita donde se venera la imagen de María Santísima, con el nombre de la Jara, distante un cuarto de legua de este pueblo; concúrrese tres veces al año en procesión a dicha imagen, dos votos de este concejo y la otra el día de la Anunciación, todo con devoción y compostura. Además de las limosnas de los fieles tiene de renta anual esta imagen ciento cuarenta reales en yerbas de Magasquilla de los Donaire.

Interrogatorio de la Real Audiencia de Extremadura.

A finales del siglo XIX y principios del XX, la devoción a la Virgen de la Jara se extiende por varios pueblos de la zona como Robledillo, Santa Ana y, en menor medida, Ruanes. Hasta que una violenta pelea entre mozos de las localidades implicadas acaba con la expulsión de los forasteros, dando a los viveños la exclusividad del culto.
En el acta de la reunión de la Iglesia Evangélica Española de Ibahernando del 28 de octubre de 1916, se dice que «habiéndose enterado esta congregación de que los miembros Jacinto Fernández y Francisca Ruiz habían solicitado el empleo de guardas o hermitañοs [sic] de la Virgen de la Jara, por unanimidad fue acordado darles de baja en la lista de la Iglesia de Jesús».
La tablilla del santero
Del ya citado Interrogatorio, se desprende «que por costumbre antigua cuida la Justicia de este pueblo y pone en ella santero, que nombra el cura para cuidado de dicha ermita, que no tiene salario y se mantiene de limosnas que recoge con la tablilla».
Sello conmemorativo
A raíz de la coronación canónica de Nuestra Señora de la Jara el 8 de septiembre de 1958, el «Ayuntamiento Nacional de Ibahernando (Cáceres)» emite un sello conmemorativo del evento, con un valor facial de 25 pesetas.